# Xavier Woods
Austin Watson (*4. září 1986, Columbus, Georgie, USA), známější jako Xavier Woods, je americký profesionální zápasník, Youtuber a Twitch streamer, který od roku 2014 pracuje ve společnosti WWE, kde vystupuje v show RAW.

## Mládí
Narodil se v Columbusu ve státě Georgia. Vystudoval Sprayberry High School, ale je také možné, že místo toho v roce 2004 promoval na střední škole Pebblebrook.[ujasnit] Později téhož roku začal studovat psychologii a filozofii na Furman University v Greenville v Jižní Karolíně. Vystudoval magisterský obor z psychologie a bakalářský obor z filozofie.

## Wrestlingová kariéra
Trénovat wrestling začal v roce 2005. První společnost, která ho zaměstnala, byla Total Nonstop Action Wrestling (TNA). Strávil zde tři roky a jeho největším úspěchem byl zisk TNA World Tag Team Championship s Jayem Lethalem. Po konci v TNA odešel na pár měsíců do New Japan Pro-Wrestling (NJPW). V roce 2010 podepsal smlouvu s World Wrestling Entertainment (WWE). Nejprve byl v roce 2013 v týmu s R-Truthem a později vytvořil dlouholetou frakci The New Day. Ostatní členové jsou Kofi Kingston a Big E.

## Internetová činnost
Na platformě YouTube má vlastní kanál s názvem UpUpDownDown, působí zde od roku 2015. Má přes 2 400 000 odběratelů. Dále působí na Twitchi pod svým skutečným jménem AustinCreed. Sleduje ho zde přes 100 000 lidí.

## Osobní život
Má dva bakalářské tituly v oboru psychologie a filozofie, magisterský titul v psychologii a od roku 2015 oznámil, že v současné době pracuje na získání PhD. v pedagogické psychologii na Capella University.
Je velkým fanouškem videoher. Má tetování postavy ze hry The Legend of Zelda.
V roce 2015 si vzal za ženu Jess Watson.

## Úspěchy
- Total Nonstop Action Wrestling
  - TNA World Tag Team Championship (1x) s Jayem Lethalem
- WWE
  - WWE Raw Tag Team Championship (4x) v The New Day
  - WWE SmackDown Tag Team Championship (7x) v The New Day
  - NXT Tag Team Championship (1x) s Kofi Kingstonem
  - Triple Crown
  - King of the Ring (2021)
  - Slammy Award (1x)